# Giovanni Martinolich
Giovanni Martinolich, né le 22 juin 1884 à Trieste (Littoral autrichien) et mort le 25 juillet 1910, est un joueur d'échecs italien.

## Biographie
Giovanni Martinolich était étudiant à Vienne (Autriche-Hongrie). En 1905/06 il se plaça quatrième au championnat de Vienne, derrière Lowy, Milan Vidmar et Xavier Tartakover. En 1906 il remporta (9,5/12) le quatrième Championnat d'échecs d'Italie à Milan devant Rosselli del Turco (9) et Reggio (6,5). Son meilleur résultat fut la neuvième place au grand tournoi de Vienne en 1907, ex-aequo avec Spielmann et Wolf (6/13). En 1909 il remporta le Tournoi de l'Association des échecs de Trieste, 1,5 point devant Gladig. 
Il est l'auteur d'un texte sur le "Fegatello" (sacrifice du Cavalier par les blancs) dans la partie espagnole publié par revue italienne "Rivista Scacchistica Italiana".

## Source
- (br) Cet article est partiellement ou en totalité issu de l’article de Wikipédia en breton intitulé « Giovanni Martinolich » (voir la liste des auteurs).